# Гриньков, Сергей Михайлович
Серге́й Миха́йлович Гринько́в (4 февраля 1967, Москва, СССР — 20 ноября 1995, Лейк-Плэсид, Нью-Йорк, США) — советский и российский фигурист (парное катание). Заслуженный мастер спорта СССР (1987) и заслуженный мастер спорта России.
С 1982 года выступал в паре с Екатериной Гордеевой, которая в апреле 1991 года стала его супругой.

## Личная жизнь
Родился 4 февраля 1967 года в Москве в семье Михаила Кондратьевича Гринькова (работал в милиции, умер в 1990 году от болезни сердца) и Анны Филипповны Гриньковой (умерла в 2000 году), старшая сестра – Наталья Михайловна Гринькова (род. 1960).
В апреле 1991 года женился на Екатерине Гордеевой. 11 сентября 1992 года в Морристауне, штат Нью-Джерси у пары родилась дочь Дарья (гражданка США).
После Олимпийских игр 1994 года Сергей и Екатерина поселились в Симсбери, штат Коннектикут.

## Спортивная карьера
В пять лет Гриньков поступил в ДЮСШ ЦСКА. У Сергея прыжки были недостаточно сильными для одиночного катания, поэтому в 1982 году он перешёл в парное катание. Тренером пары Гордеева — Гриньков стал Владимир Захаров. С осени 1983 года с парой стали работать тренер Надежда Шеваловская (Горшкова) и хореограф Марина Зуева. На чемпионате мира среди юниоров в декабре 1983 года пара стала шестой, а в декабре 1984-го — первой. На турнире Skate Canada International в 1985 году Шеваловская вставила в программу тройной сальхов, который был рекордным для того периода, однако Гордеева упала. С осени 1985 года пару берёт тренировать Станислав Жук. Под руководством нового тренера в январе 1986 года пара заняла второе место на чемпионатах СССР и Европы, а затем — золото на чемпионате мира в Женеве 19 марта того же года. Екатерина стала самой юной чемпионкой мира. После письма нескольких фигуристов (в том числе Гордеевой и Гринькова) руководству ЦСКА по поводу С. А. Жука, в июле 1986 года пара перешла тренироваться к Станиславу Леоновичу; хореографом осталась М. Зуева. 
На чемпионате Европы в Сараево у Сергея от конька отвязалась штрипка; судья Бен Райт (США) стал свистеть и остановил музыку, пара завершила программу без музыки, но оценки выставлены не были. От предложения повторно откатать программу в конце соревнований пара отказалась, получив дисквалификацию. На чемпионате мира в Цинциннати (1987 год) они снова были первыми. На обоих чемпионатах исполнили подкрутку в четыре оборота.
В ноябре 1987 года на тренировке Гордеева получила травму — сотрясение головного мозга. Пара пропустила чемпионат СССР. Затем они выиграли чемпионат Европы, и 16 февраля 1988 года стали олимпийскими чемпионами: произвольная программа под музыку Мендельсона, Шопена и Моцарта была выполнена без ошибок, в том числе элементы: каскад двойной аксель — двойной тулуп, оба выброса и три поддержки, все на одной руке, в одной из них впервые вращение шло в обычную сторону, затем последовал спуск партнёрши, вновь подъём и вращение в другую сторону. Судьи поставили 14 оценок 5,9 и 4 — 5,8 (от британской судьи С. Степлфорд).
На чемпионате мира в 1989 году за безошибочно выполненные короткую и произвольную программы пара получила все 9 первых мест у судей. В следующем году на чемпионате мира пара также одержала победу. Однако в короткой программе ряд судей посчитали спирали как не соответствующие требованиям, и снизили оценку на 0,2 балла, в произвольной программе Екатерина оступилась на тройном тулупе, а в комбинации прыжков двойной аксель — риттбергер — ойлер — двойной тулуп исполнила лишь одинарный аксель — риттбергер (Сергей сделал все прыжки), обыграть соперников удалось с преимуществом в один судейский голос.
В 1990 году пара ушла из любительского спорта к Татьяне Тарасовой в Театр на льду «Все Звёзды». В 1991—92 годах пара выступала на профессиональных чемпионатах мира.
Победители Чемпионата Канады по фигурному катанию среди профессионалов в 1994 году. В 1993 году Международный союз конькобежцев и Международный олимпийский комитет изменили правила и приняли решение разрешить фигуристам-профессионалам вернуть любительский статус и принять участие в Олимпийских играх. Воспользовавшись новыми правилами, Гордеева и Гриньков вернулись в любительский спорт и выиграли чемпионат России, Европы и Олимпийские игры в Лиллехаммере.

## Смерть
20 ноября 1995 года во время тренировки на льду американского Лейк-Плэсида Сергею стало плохо, и он потерял сознание. Гриньков скончался практически на месте, реанимационные мероприятия немедленно прибывших медиков не помогли. Причиной смерти был назван обширный инфаркт. Гринькову было 28 лет.

Могила Гринькова на Ваганьковском кладбище

Похоронен в Москве на Ваганьковском кладбище.

## Память
В память о супруге Екатерина в соавторстве с журналистом Эдом Свифтом издала книгу «Мой Сергей. История любви» (1996), по которой позже был снят документальный фильм «Мой Сергей» (1998). Сергей Гриньков также стал героем книги под названием «Они умерли слишком молодыми: Сергей Гриньков», написанной Энн Э. Хилл.

## Государственные награды
- Награждён орденом Дружбы народов.
- Кавалер ордена «За личное мужество» (1994 год) — за высокие спортивные достижения на XVII зимних Олимпийских играх 1994 года[5].

## Спортивные достижения
(с Екатериной Гордеевой)
| Соревнование \ Сезон                 | 1985—86 | 1986—87 | 1987—88 | 1988—89 | 1989—90 | 1990—91 | 1991—92 | 1992—93 | 1993—94 |
| ------------------------------------ | ------- | ------- | ------- | ------- | ------- | ------- | ------- | ------- | ------- |
| Олимпийские игры                     |         |         | 1       |         |         |         |         |         | 1       |
| Чемпионаты мира                      | 1       | 1       | 2       | 1       | 1       |         |         |         |         |
| Чемпионаты Европы                    | 2       | DSQ     | 1       |         | 1       |         |         |         | 1       |
| Чемпионаты России                    |         |         |         |         |         |         |         |         | 1       |
| Чемпионаты СССР                      | 2       | 1       |         |         |         |         |         |         |         |
| Skate Canada International           |         | 1       | 2       |         |         |         |         |         |         |
| NHK Trophy                           |         |         |         |         | 1       |         |         |         |         |
| Чемпионаты мира среди профессионалов |         |         |         |         | 2       | 1       | 1       |         | 1       |